# Journal of Economic Behavior & Organization
Das Journal of Economic Behavior & Organization (JEBO) ist eine monatlich erscheinende wissenschaftliche Zeitschrift zu volkswirtschaftlichen Themen, das vom niederländischen Verlag Elsevier verlegt wird. Spezialgebiet ist die Verhaltensökonomik und angrenzende Themen wie Ökonomischer Wandel und Entscheidungsfindung. Es wurde 1980 von Richard H. Day und Sidney G. Winter unter dem Namen "Journal of Economic Behavior and Organization" gegründet.

## Redaktion
Chefredakteur ist William S. Neilson (2015). Er wird von sechs Ko-Redakteuren unterstützt: Scott J. Adams, Dirk Engelmann, Thomas A. Gresik, Ragan Petrie, Marie Claire Villeval und Nicolaas Vriend. Daneben gibt es eine Reihe von assoziierten Redakteuren und sieben Ehrenredakteure, zu denen auch die beiden Nobelpreisträger George A. Akerlof und Reinhard Selten gehören.

## Rezeption
Eine Studie der französischen Ökonomen Pierre-Phillippe Combes und Laurent Linnemer listet das Journal mit Rang 33 von 600 wirtschaftswissenschaftlichen Zeitschriften in die drittbeste Kategorie A ein.